# Reprezentacja Niemiec w hokeju na trawie mężczyzn
Reprezentacja Niemiec w hokeju na trawie mężczyzn jest jednym z najbardziej utytułowanych i najsilniejszych zespołów na świecie. Zdobyła w swej historii cztery złote medale Igrzysk Olimpijskich (1972, 1992, 2008, 2012), trzy złote medale Mistrzostw świata (2002, 2006, 2023), dziewięć złotych medali Mistrzostw Europy (1970, 1978, 1991, 1995, 1999, 2003, 2011, 2013, 2025) oraz cztery złote medale Halowych mistrzostw świata (2003, 2007, 2011, 2025).
Reprezentacja Niemiec także dziesięciokrotnie zwyciężała w zawodach Champions Trophy (1986, 1987, 1988, 1991, 1992, 1995, 1997, 2001, 2007, 2014).

## Osiągnięcia

### Igrzyska olimpijskie
- 5. miejsce - 1908
- nie wystąpiła - 1920
- 3. miejsce - 1928
- nie wystąpiła - 1932
- 2. miejsce - 1936
- 3. miejsce - 1956[2]
- 7. miejsce - 1960[2]
- nie wystąpiła - 1964[2]
- 4. miejsce - 1968
- 1. miejsce - 1972
- 5. miejsce - 1976
- nie wystąpiła - 1980
- 2. miejsce - 1984
- 2. miejsce - 1988
- 1. miejsce - 1992
- 4. miejsce - 1996
- 5. miejsce - 2000
- 3. miejsce - 2004
- 1. miejsce - 2008
- 1. miejsce - 2012
- 3. miejsce - 2016
- 4. miejsce - 2020
- 2. miejsce - 2024

### Mistrzostwa świata
- 5. miejsce - 1971
- 3. miejsce - 1973
- 3. miejsce - 1975
- 4. miejsce - 1978
- 2. miejsce - 1982
- 3. miejsce - 1986
- 4. miejsce - 1990
- 4. miejsce - 1994
- 3. miejsce - 1998
- 1. miejsce - 2002
- 1. miejsce - 2006
- 2. miejsce - 2010
- 6. miejsce - 2014
- 5. miejsce - 2018
- 1. miejsce - 2023

### Mistrzostwa Europy
- 1. miejsce - 1970
- 2. miejsce – 1974
- 1. miejsce – 1978
- 3. miejsce – 1983
- 3. miejsce – 1987
- 1. miejsce – 1991
- 1. miejsce – 1995
- 1. miejsce – 1999
- 1. miejsce – 2003
- 3. miejsce – 2005
- 4. miejsce – 2007
- 2. miejsce – 2009
- 1. miejsce – 2011
- 1. miejsce – 2013
- 2. miejsce – 2015
- 4. miejsce – 2017
- 4. miejsce – 2019
- 2. miejsce – 2021
- 4. miejsce – 2023
- 1. miejsce – 2025

### Halowe mistrzostwa świata
- 1. miejsce – 2003
- 1. miejsce – 2007
- 1. miejsce – 2011
- 3. miejsce – 2015
- 2. miejsce – 2018
- nie wystąpiła – 2023
- 1. miejsce – 2025